# Cień i kość (serial telewizyjny)
Cień i kość (oryg. Shadow and Bone) – amerykański serial fantasy Netfliksa na podstawie książek Leigh Bardugo, osadzonych w uniwersum Grishów. 

## Fabuła
Źródła:

Młoda Alina służy w wojsku, podczas wojny toczonej z pomocą czarodziejów, zwanych Grishami. Jej życie komplikuje się, gdy ujawniają się jej własne magiczne zdolności. Dzięki nim może potencjalnie odegrać kluczową rolę w toczącym się konflikcie.

## Obsada
- Jessie Mei Li jako Alina Starkov
  - Kaylan Teague jako młoda Alina
- Archie Renaux jako Malyen "Mal" Oretsev
  - Cody Molko jako młody Mal
- Freddy Carter jako Kaz Brekker
  - Fflyn Edwards jako młody Kaz
- Amita Suman jako Inej Ghafa
- Kit Young jako Jesper Fahey
- Zoë Wanamaker jako Baghra
- Ben Barnes jako generał Aleksander Kirigan / Zmrocz
- Patrick Gibson jako Nikolai Lantsov (sezon 2)
- Daisy Head jako Genya Safin (sezon 2, sezon 1 – rola drugoplanowa)
- Danielle Galligan jako Nina Zenik (sezon 2, sezon 1 – rola drugoplanowa)
- Calahan Skogman jako Matthias Helvar (sezon 2, sezon 1 – rola drugoplanowa)
- Lewis Tan jako Tolya Yul-Bataar (sezon 2)
- Jack Wolfe jako Wylan Hendricks (sezon 2)
- Anna Leong Brophy jako Tamar Kir-Bataar (sezon 2)

## Produkcja
Netflix zamówił pierwszą serię Shadow and Bone w styczniu 2019 roku. Zdjęcia kręcono na Węgrzech, na przełomie 2019 i 2020.
Netflix zamówił drugą ośmioodcinkową serię na początku czerwca 2021. Zdjęcia do niej zakończono w czerwcu 2022.
16 listopada 2023 ogłoszono anulowanie serialu po drugim sezonie.

## Premiera
Pierwsza seria zadebiutowała 23 kwietnia 2021, a druga pojawiła się 16 marca 2023.

## Odbiór
Serial spotkał się z pozytywną reakcją krytyków. W agregatorze recenzji Rotten Tomatoes 89% z 81 recenzji pierwszej serii uznano za pozytywne, a średnia ocen wystawionych na ich podstawie wyniosła 7,40 na 10. Z kolei w agregatorze Metacritic średnia ważona ocen z 22 recenzji wyniosła 68 punktów na 100.

## Lista odcinków
| Sezon | Sezon | Odcinki | Odcinki |                  |
| Sezon | Sezon | Odcinki | Odcinki | Premiera         |
| ----- | ----- | ------- | ------- | ---------------- |
|       | 1     | 8       | 8       | 23 kwietnia 2021 |
|       | 2     | 8       | 8       | 16 marca 2023    |

### Sezon 1 (2021)
| Nr | # | Tytuł                                | Tytuł polski                        | Reżyseria          | Scenariusz                     | Premiera         |
| -- | - | ------------------------------------ | ----------------------------------- | ------------------ | ------------------------------ | ---------------- |
| 1  | 1 | A Searing Burst of Light             | Oślepiający błysk                   | Lee Toland Krieger | Eric Heisserer                 | 23 kwietnia 2021 |
| 2  | 2 | We're All Someone's Monster          | Każdy z nas jest dla kogoś potworem | Lee Toland Krieger | Eric Heisserer                 | 23 kwietnia 2021 |
| 3  | 3 | The Making at the Heart of the World | Tworzywo samego serca świata        | Dan Liu            | Daegan Fryklind                | 23 kwietnia 2021 |
| 4  | 4 | Otkazat'sya                          | Otkazat’sia                         | Dan Liu            | Vanya Asher                    | 23 kwietnia 2021 |
| 5  | 5 | Show Me Who You Are                  | Pokaż, kim jesteś                   | Mairzee Almas      | M. Scott Veach Nick Culbertson | 23 kwietnia 2021 |
| 6  | 6 | The Heart Is an Arrow                | Serce to strzała                    | Mairzee Almas      | Shelley Meals                  | 23 kwietnia 2021 |
| 7  | 7 | The Unsea                            | Niemorze                            | Jeremy Webb        | Christina Strain               | 23 kwietnia 2021 |
| 8  | 8 | No Mourners                          | Żadnych żałobników                  | Jeremy Webb        | Eric Heisserer Daegan Fryklind | 23 kwietnia 2021 |

### Sezon 2 (2023)
| Nr | # | Tytuł                           | Tytuł polski                               | Reżyseria     | Scenariusz                 | Premiera      |
| -- | - | ------------------------------- | ------------------------------------------ | ------------- | -------------------------- | ------------- |
| 9  | 1 | No Shelter But Me               | Twój jedyny azyl                           | Bola Ogun     | Eric Heisserer             | 16 marca 2023 |
| 10 | 2 | Rusalye                         | Rusalie                                    | Bola Ogun     | Nick Culbertson            | 16 marca 2023 |
| 11 | 3 | Like Calls to Like              | Swój do swego ciągnie                      | Laura Belsey  | Donna Thorland             | 16 marca 2023 |
| 12 | 4 | Every Monstrous Thing           | Każda potworność                           | Laura Belsey  | Shelley Meals              | 16 marca 2023 |
| 13 | 5 | Yuyeh Sesh (Despise Your Heart) | Iuieh sezs (Miej w pogardzie własne serce) | Karen Gaviola | Christina Strain           | 16 marca 2023 |
| 14 | 6 | Ni Weh Sesh (I Have No Heart)   | Ni ueh sezs (Nie mam serca)                | Karen Gaviola | Daegan Fryklind            | 16 marca 2023 |
| 15 | 7 | Meet You in the Meadow          | Widzimy się na łące                        | Mairzee Almas | Vanya Asher                | 16 marca 2023 |
| 16 | 8 | No Funerals                     | Żadnych pogrzebów                          | Mairzee Almas | Eric Heisserer Erin Conley | 16 marca 2023 |